# Johann von Lamont
Johann von Lamont (Corriemulzie, 13 de diciembre de 1805-Bogenhausen, 6 de agosto de 1879) fue un astrónomo alemán de origen británico, conocido por sus trabajos en geomagnetismo.

## Biografía
Su padre murió cuando él tenía once años y entonces fue a estudiar al monasterio de Santiago de Ratisbona donde aprendió alemán, latín y griego, inclinándose al mismo tiempo por las matemáticas. En 1827 visitó el observatorio astronómico de Bogenhausen (Múnich), impresionando muy favorablemente a su director, Johann Georg von Soldner, quien lo tomó como asistente al año siguiente. Ya no abandonaría el observatorio: a la muerte de Soldner en 1835 fue nombrado director del mismo. A partir de 1853, también fue profesor titular de la Universidad de Múnich. Durante sus primeros años en el observatorio, Lamont realizó observaciones astronómicas tradicionales. Estableció una teoría alternativa a la de William Herschel sobre las nebulosas, determinó las órbitas de los satélites de Saturno, Encélado y Tetis, y por casualidad observó Neptuno en 1845 y dos veces en 1846, pero no reconoció el objeto como un nuevo planeta. Pero sus trabajos más importantes fueron en geomagnetismo. Siguiendo las ideas de Alexander von Humboldt, quien afirmaba que el geomagnetismo solo se podía estudiar con una red de observatorios haciendo mediciones en diferentes lugares del planeta, las realizó en Baviera y el norte de Alemania, Francia, España y Dinamarca. Construyó sus propios instrumentos de medida y estableció el periodo magnético de algo más de diez años que confirmaba las tesis de Heinrich Schwabe que descubrió para las manchas solares el ciclo de once años. Fue autor de la obra Handbuch des Erdmagnetismus (1849).

## Eponimia
- El cráter lunar Lamont lleva este nombre en su memoria.[6]
- El cráter marciano Lamont honra su nombre.[7]
- El asteroide (8368) Lamont también conmemora su nombre.